# 霖園集團
霖園集團（英語：LinYuan Group）是台灣的民營企業集團，由企業家蔡萬霖、蔡萬春、蔡萬才三兄弟共同創立，其核心企業為國泰金控，現任董事長是蔡萬霖之子蔡宏圖。

## 沿革
蔡氏兄弟的企業王朝最早開始於1957年，由蔡家二男蔡萬春擔任台北市第十信用合作社（台北十信）理事長。1962年時蔡萬春與蔡萬霖兄弟創立國泰人壽，並於1979年時分家。蔡辰男（蔡萬春之長子）早在1977年開始就代替當時因中風臥病的蔡萬春掌管國泰信託與國泰人壽，蔡萬才（蔡萬春與蔡萬霖的四弟）掌管國泰產物保險；原本負責台北十信業務的蔡萬霖在分家時獲得台北十信與國泰建設的股權，但他以獨到的眼光看好當時才剛起步的人壽保險業務，以台北十信的經營權與姪子蔡辰洲（蔡萬春二子）交換，得到國泰人壽的經營權。
1993年，國泰產險和物險分部經營，蔡萬霖再於集團下成立東泰產物保險。之後，蔡萬霖以國泰人壽與國泰建設為骨幹成立國泰人壽集團，稍後正式改名為霖園集團。根據霖園集團旗下主要企業國泰金控在2004年7月公佈的財務報表，光是國泰金控與旗下子公司的總資產就已達新台幣2兆4885.12億元，上半年總收入新台幣2779.01億元。
霖園集團創辦人蔡萬霖在2004年9月27日辭世，根據富比士雜誌（Forbes）在2004年進行的最新統計，蔡萬霖與其家人以46億美元總資產的數字，名列世界首富排行第94名。霖園集團目前則是由蔡萬霖之子蔡宏圖掌理。

## 識別標誌
霖園集團的第三代「大樹」企業標誌，由元平設計有限公司設計，其意象來自於霖園集團創辦人蔡萬霖的名字有「雙木」，具有承先啟後、繼往開來之意。

## 關係旗下組織單位企業

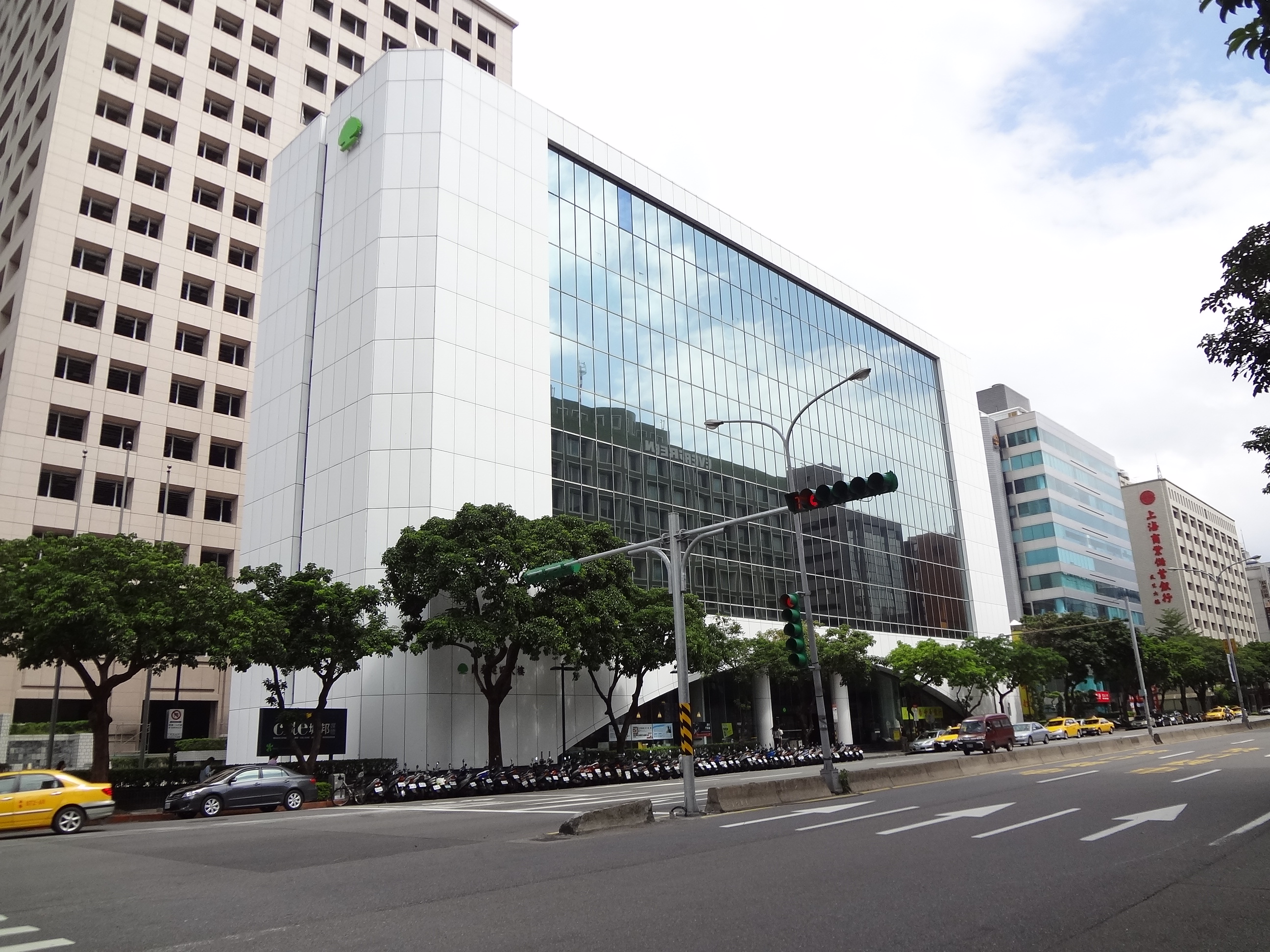
國泰建設大樓

金融服務事業
- 國泰金控
  - 國泰人壽
  - 國泰世華銀行
  - 國泰產險
  - 國泰投信
  - 國泰創投
  - 國泰綜合證券
  - 國泰創投

資訊服務事業
- 國泰資訊集團
  - 神坊資訊
- 國泰一號
- 國泰二號

營造建築事業
- 國泰地產集團
  - 國泰建設
  - 國泰建經
  - 國泰健康管理
    - 國泰產後護理之家

  - 杏保醫網
  - 三井工程
  - 國泰地產控股
  - 霖園管理維護

育樂文化事業
- 國泰女籃
- 國泰女桌
- 霖園圖書館
  - 國泰建經
  - 國泰商旅

公益服務事業
- 國泰公益集團
  - 國泰世華基金會
  - 國泰文教基金會
  - 國泰綜合醫院
  - 國泰慈善基金會

## 外部連結
- 富比士2004年世界首富排行榜 （页面存档备份，存于）（英文）